# Warszowice (stacja kolejowa)
Warszowice – stacja kolejowa w Warszowicach, w województwie śląskim, w Polsce. W 2023 stacja przeszła remont i ponownie zaczęła obsługiwać ruch pasażerski, wcześniej przez około 20 lat nie zatrzymywały się tutaj pociągi pasażerskie.